# Shikahogh
Shikahogh (in armeno Շիկահող) è un comune di 189 abitanti (2010) della Provincia di Syunik in Armenia.